# Chthonerpeton arii
Chthonerpeton arii és una espècie d'amfibi Gimnofió de la família Typhlonectidae endèmica del Brasil que habita en sabanaes, rius, aiguamolls i cursos intermitents d'aigua dolça, pastures, zones d'irrigació, terres agrícoles inundades en algunes estacions i canals i dics.